# Grębków
Grębków – wieś w Polsce położona w województwie mazowieckim, w powiecie węgrowskim, siedziba gminy Grębków. Ma status sołectwa.
Miejscowość jest siedzibą rzymskokatolickiej parafii św. Bartłomieja Apostoła.
| SIMC    | Nazwa     | Rodzaj    |
| ------- | --------- | --------- |
| 0672030 | Poświętne | część wsi |

Grębków leży przy drodze wojewódzkiej nr 697 Liw – Marysin.
Przez miejscowość przepływa rzeczka dopływ Kostrzynia.
Prywatna wieś duchowna Grębkowo, położona była w drugiej połowie XVI wieku w ziemi liwskiej województwa mazowieckiego. W latach 1954–1972 wieś należała i była siedzibą władz gromady Grębków. W latach 1975–1998 miejscowość administracyjnie należała do województwa siedleckiego.
Jest to osada gminna, szczycąca się wiekową tradycją. Jej nazwę St. Rospond wywodzi od słowa gręby co znaczy "pomarszczony, chropowaty". Pierwszy zapis w księdze parafialnej pochodzi z 1470 r. W najstarszej pozycji książkowej, do której udało mi się dotrzeć, a która została wydana w 1863 r.* czytamy: "Kościół parafialny pod wezwaniem św. Bartłomieja i św. Pawła apostołów, św. Stanisława i św. Mikołaja Biskupów, we wsi Grampków li Grampsko", który należał do dóbr Biskupów Poznańskich, w 1421 r. erygowana parafia przez Andrzeja Laskarza Gosławickiego, biskupa diecezji poznańskiej, w 1747 r. było potwierdzenie erekcji parafii.
Trochę inaczej historia parafii w Grębkowie przedstawiona została przez J. Łukaszewicza.** Ze względu na język tejże pozycji pozwolę sobie na przytoczenie wypowiedzi: "Wieś Grębkowo, czy też Grębków, należała od wieków do biskupów poznańskich, z których Andrzej Laskary Gosławicki założył tu kościół porochialny w roku 1425 dn. 27 Października wcieliwszy do nowo utworzonej tym sposobem porochii wsie Polidow Wielki (Polków Sagały), Słuchocin, Sucha, Bojm (Bojmie) i Kałuszyn, odebrawszy je od Kościołów w Liwie i Mińsku.".... W czasie wizyty Goślickiego w roku 1603 kościół w tej wsi był drewniany, [...] "uposażeniem były cztery łany roli w Grębkowie dziesięciny...".
"Słownik geograficzny Królestwa Polskiego" podaje, że kościół został pobudowany w 1747 r., Grębków w XIX w. liczył 28 domów, 221 mieszkańców i 937 m obszaru. W początkach XIX w. właścicielem wsi był Józef Grabowski, poseł na sejm.